# 오리오세촌
오리오세촌(折尾瀬村)은 나가사키현 히가시소노기군에 있던 촌이다.  에도 시대부터 도자기 생산지로 미카와우치 도자기가 유명하며, 1955년에 사세보시에 편입되었다.
현재의 사세보시에 해당한다.

## 역사
- 1889년 4월 1일 - 정촌제 시행에 의해 히가시소노기군 나가자토촌이 성립하였다.
- 1955년 4월 1일 - 에가미촌, 사키하리오촌과 함께 사세보시에 편입해 오리오세촌은 소멸하였다.

## 교통

### 철도
- 일본국유철도
  - 사세보선

## 참고문헌
- 角川日本地名大辞典 42 長崎県
- 長崎県東彼杵郡教育会 編 (1917). 《長崎県東彼杵郡誌》. 長崎県東彼杵郡教育会. 548–574쪽. 다음 글자 무시됨: ‘和書 ’ (도움말) - Google ブックス
- 『市村の廃置分合』昭和30年3月31日総理府告示第1073号（佐世保市例規集）